# 梅尔科利亚诺
梅尔科利亚诺（義大利語：Mercogliano），是意大利阿韦利诺省的一个市镇。总面积19.76平方公里，人口12519人，人口密度633.6人/平方公里（2009年）。ISTAT代码为064049。